# أنتوني كرولا
أنتوني كرولا (بالإنجليزية: Anthony Crolla)‏ (ولد: 16 نوفمبر 1986 في مانشستر - )؛ هو ملاكم محترف بريطاني يصنف ضمن فئة الوزن الخفيف. حقق بطولة رابطة الملاكمة العالمية.

## إحصائيات
خاض خلال مسيرته 43 نزالا، فاز في 34 وتعادل في 3 وخسر في 6. فاز بالضربة القاضية في 13 نزالا.

## روابط خارجية
- أنتوني كرولا على موقع بوكس ريك (الإنجليزية) (registration required)